# 세이지 코첸버그
세이지 컬런 코첸버그(영어: Sage Cullen Kotsenburg, 1993년 7월 27일 ~ )는 미국의 스노보드 선수이다. 2014년 동계 올림픽 남자 스노보드 슬로프스타일 경기에서 금메달을 획득했다.

## 성적

### 올림픽
| 년도 | 대회일  | 장소        | 종목         | 결과        | 메달 |
| ---- | ------- | ----------- | ------------ | ----------- | ---- |
| 2014 | 2월 8일 | 러시아 소치 | 슬로프스타일 | 1위 (93.50) |      |